# 2021-es elektromos TCR-bajnokság
A 2021-es elektromos TCR-bajnokság (angolul PURE ETCR) a sorozat legelső szezonja volt. A szériában tisztán elektromos hajtású TCR-típusú túraautók vettek részt gyári támogatással. A bajnokság elindulása már régen tervben volt, a 2021-es első szezonra összesen három gyártó adta le a jelentkezését. Az évad 2021. június 18-án vette kezdetét az olaszországi Vallelunga Circuit-en és eredetileg október 17-én ért volna véget a dél-koreai Inje Speedium versenypályán, de a koronavírus-járvány miatt az idényzáró versenyt a franciaországi Circuit Pau-Arnos aszfaltcsíkján rendezték meg.
Az elektromos túraautózás történetének első egyéni bajnoka a svéd Mattias Ekström lett, míg a konstruktőrök között a magyar Zengő Motorsport a Cuprával közösen diadalmaskodott.

## Csapatok és versenyzők

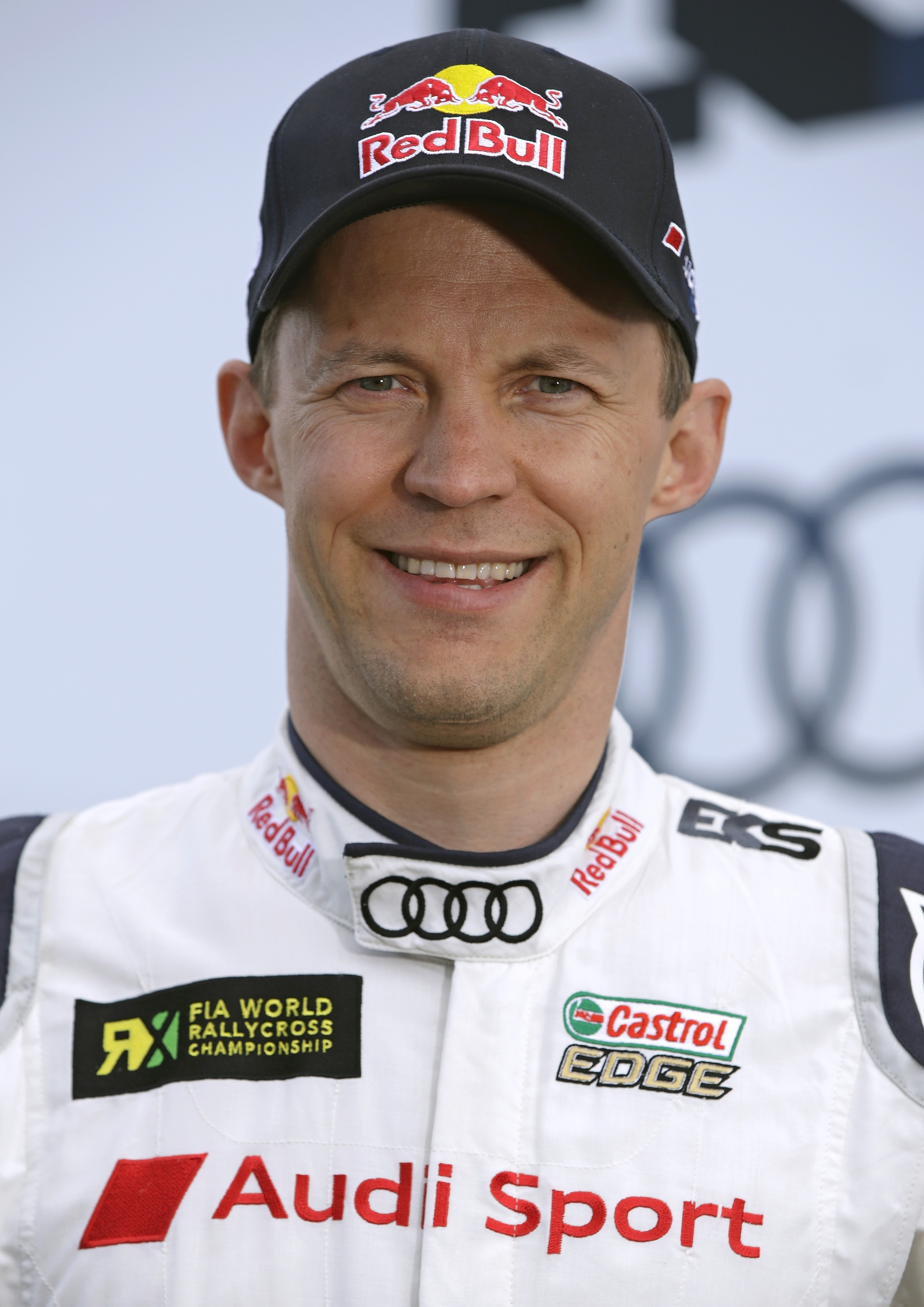
Mattias Ekström, a sorozat első egyéni bajnoka

| Csapat                   | Autó                    | #  | Versenyző        | Forduló |
| ------------------------ | ----------------------- | -- | ---------------- | ------- |
| Hyundai Motorsport N     | Hyundai Veloster N ETCR | 3  | Tom Chilton      | Összes  |
| Hyundai Motorsport N     | Hyundai Veloster N ETCR | 8  | Augusto Farfus   | Összes  |
| Hyundai Motorsport N     | Hyundai Veloster N ETCR | 27 | John Filippi     | Összes  |
| Hyundai Motorsport N     | Hyundai Veloster N ETCR | 69 | Jean-Karl Vernay | Összes  |
| Zengő Motorsport X Cupra | Cupra e-Racer           | 5  | Mattias Ekström  | Összes  |
| Zengő Motorsport X Cupra | Cupra e-Racer           | 28 | Jordi Gené       | Összes  |
| Zengő Motorsport X Cupra | Cupra e-Racer           | 96 | Mikel Azcona     | Összes  |
| Zengő Motorsport X Cupra | Cupra e-Racer           | 99 | Nagy Dániel      | Összes  |
| Romeo Ferraris–M1RA      | Alfa Romeo Giulia       | 13 | Rodrigo Baptista | Összes  |
| Romeo Ferraris–M1RA      | Alfa Romeo Giulia       | 25 | Luca Filippi     | Összes  |
| Romeo Ferraris–M1RA      | Alfa Romeo Giulia       | 6  | Oliver Webb      | 1–3, 5  |
| Romeo Ferraris–M1RA      | Alfa Romeo Giulia       | 16 | Luigi Ferrara    | 4       |
| Romeo Ferraris–M1RA      | Alfa Romeo Giulia       | 88 | Stefano Coletti  | 1–2     |
| Romeo Ferraris–M1RA      | Alfa Romeo Giulia       | 15 | Philipp Eng      | 3–5     |

## Versenynaptár
A versenynaptárat 2021 februárjában hozták nyilvánosságra. A sorozat fordulóit Európában és Ázsiában rendezték meg. A legtöbb helyszínen a Túraautó-világkupa (WTCR) betétprogramja volt. 2021 augusztusában a WTCR törölte az összes ázsiai fordulóját, így az ETCR is változtatott a menetrendjén. A dél-koreai Inje helyett, a franciaországi Pau-Arnos került be, mint szezonzáró.
| Verseny         | Pálya                          | Dátum            | Fő esemény                |
| --------------- | ------------------------------ | ---------------- | ------------------------- |
| 1               | ACI Vallelunga Circuit         | június 18–20.    |                           |
| 2               | Ciudad del Motor de Aragón     | július 9–11.     | Túraautó-világkupa (WTCR) |
| 3               | Copenhagen Historic Grand Prix | augusztus 6–8.   |                           |
| 4               | Hungaroring                    | augusztus 20–22. | Túraautó-világkupa (WTCR) |
| 5               | Circuit Pau-Arnos              | október 15–17.   | Túraautó-világkupa (WTCR) |
| Törölt verseny: |                                |                  |                           |
|                 | Inje Speedium                  | október 15–17.   |                           |

## Lebonyolítás
Mivel a 2021-es első szezonra csak 6 db autó állt készen (csapatonként kettő) ezért a lebonyolítási rendszert nagyon meg kellett változtatni. A program jobban hasonlított a Ralikrosszban használt formátumhoz, mint a Túraautózásban jellemzőre. A futamok előtt egy véletlenszerű sorsolással két csoportba ("A" és "B" csoport) osztották a pilótákat, akik egymástól külön teljesítették a hétvége hátralevő részét.
- Az 1. fordulóban két futamot rendeztek meg három-három résztvevővel, lehetőség volt az autó teljesítményének növelésére 300 kW-ról 500 kW-ra.
- A 2. fordulóban három futam rajtolt el két-két résztvevővel, ahol az előző szakasz győztesei, második, illetve harmadik helyezettjei küzdöttek meg egymással. Itt állandó teljesítményt használtak, ami 450 kW-ot jelentett.
- A 3. forduló egy úgynevezett "Időfutam" volt, amelyben a leggyorsabb kört elérő személy rajtolhatott a "Szuperdöntő" pole-pozíciójából. Ebben a körben nem volt pontszerzési lehetőség.
- A "Szuperdöntő" egy húsz perc hosszú futam volt mind a hat versenyzővel.
- Az összesítésben a legtöbb pontot gyűjtő pilóta került ki győztesen, megszerezve a "Hétvége Királya" címet.

## Eredmények

### Összefoglaló
| Forduló | Helyszín                       | Győztes        | Győztes          | Győztes          | Győztes                  | Győztes                 | Listavezető     | Előny |
| Forduló | Helyszín                       | "A" Csoport    | "B" Csoport      | Összetett        | Csapat                   | Autó                    | Listavezető     | Előny |
| ------- | ------------------------------ | -------------- | ---------------- | ---------------- | ------------------------ | ----------------------- | --------------- | ----- |
| 1       | ACI Vallelunga Circuit         | Mikel Azcona   | Jean-Karl Vernay | Mikel Azcona     | Zengő Motorsport X Cupra | Cupra e-Racer           | Mikel Azcona    | 5     |
| 2       | Ciudad del Motor de Aragón     | Augusto Farfus | Mattias Ekström  | Mattias Ekström  | Zengő Motorsport X Cupra | Cupra e-Racer           | Mattias Ekström | 22    |
| 3       | Copenhagen Historic Grand Prix | Luca Filippi   | Philipp Eng      | Philipp Eng      | Romeo Ferraris - M1RA    | Alfa Romeo Giulia ETCR  | Mattias Ekström | 24    |
| 4       | Hungaroring                    | Philipp Eng    | Mikel Azcona     | Mikel Azcona     | Zengő Motorsport X Cupra | Cupra e-Racer           | Mattias Ekström | 29    |
| 5       | Circuit Pau-Arnos              | Augusto Farfus | Jean-Karl Vernay | Jean-Karl Vernay | Hyundai Motorsport N     | Hyundai Veloster N ETCR | Mattias Ekström | 4     |

### Pontrendszer
| Helyezés    | 1.         | 2.         | 3.         | 4.         | 5.         | 6.         | Nem ért célba |
| 1. forduló  | 15         | 10         | 4          |            |            |            | 0             |
| 2. forduló  | 12         | 6          |            |            |            |            | 0             |
| 3. forduló  | Nincs pont | Nincs pont | Nincs pont | Nincs pont | Nincs pont | Nincs pont | Nincs pont    |
| Szuperdöntő | 50         | 42         | 35         | 27         | 20         | 15         | 0             |

### Versenyzők
| Helyezés | Versenyző        | ITA  | ESP  | DEN  | HUN  | FRA  | Pont |
| -------- | ---------------- | ---- | ---- | ---- | ---- | ---- | ---- |
| 1.       | Mattias Ekström  | 369  | 177  | 364  | 363  | 847  | 320  |
| 2.       | Jean-Karl Vernay | 272  | 452  | 462  | 458  | 172  | 316  |
| 3.       | Mikel Azcona     | 177  | 1027 | 657  | 177  | 362  | 300  |
| 4.       | Jordi Gené       | 458  | 651  | 558  | 645  | 748  | 260  |
| 5.       | Rodrigo Baptista | 643  | 363  | 943  | 548  | 651  | 248  |
| 6.       | Augusto Farfus   | 1121 | 272  | 847  | 1121 | 263  | 224  |
| 7.       | Luca Filippi     | 556  | 1122 | 266  | 1216 | 458  | 218  |
| 8.       | Nagy Dániel      | 931  | 937  | 1036 | 837  | 1037 | 178  |
| 9.       | Oliver Webb      | 836  | 551  | 748  |      | 942  | 177  |
| 10.      | John Filippi     | 737  | 841  | 1125 | 743  | 1131 | 177  |
| 11.      | Philipp Eng      |      |      | 171  | 272  | 1216 | 159  |
| 12.      | Tom Chilton      | 1210 | 743  | 1210 | 1030 | 552  | 145  |
| 13.      | Luigi Ferrara    |      |      |      | 936  |      | 36   |
| 14.      | Stefano Coletti  | 1022 | 120  |      |      |      | 22   |
| Helyezés | Versenyző        | ITA  | ESP  | DEN  | HUN  | FRA  | Pont |

| Szín   | Eredmény            |
| ------ | ------------------- |
| Arany  | Győztes             |
| Ezüst  | 2. helyett          |
| Bronz  | 3. helyett          |
| Zöld   | Pontot szerzett     |
| Lila   | Nem szerzett pontot |
| Fekete | Kizárva (Kiz)       |
| Fehér  | Nem indult (Ni)     |
| Fehér  | Withdrew (Vi)       |
| Fehér  | Törölt verseny (T)  |

### Csapatok
Egy csapat számára a két legjobb teljesítményt nyújtó versenyző szerezhetett pontokat.
| Helyezés | Csapat                   | Pont |
| -------- | ------------------------ | ---- |
| 1.       | Zengő Motorsport X Cupra | 646  |
| 2.       | Romeo Ferraris - M1RA    | 579  |
| 3.       | Hyundai Motorsport N     | 578  |